# Championnats de France de cyclo-cross 1942
Navigation
1941 1943
Les championnats de France de cyclo-cross 1942 sont la 34e édition des championnats de France de cyclo-cross. Du fait de la Seconde Guerre mondiale, deux compétitions distinctes ont lieu : une première en zone libre à Marseille le 8 mars 1942 et une deuxième en zone occupée à Marnes-la-Coquette le 15 mars 1942.
Gino Proietti remporte l'épreuve en zone libre et Robert Oubron gagne la course en zone occupée.

## Zone libre
Le championnat de France de zone libre se déroule le 8 mars 1942 à Marseille et la course a une distance de 20 kilomètres.
| Classement général | Classement général | Classement général | Classement général | Classement général |
|                    | Coureur            | Pays               | Équipe             | Temps              |
| ------------------ | ------------------ | ------------------ | ------------------ | ------------------ |
| 1er                | Gino Proietti      | '                  | '                  | en 48 min 57 s     |
| 2e                 | Jules Stellon      |                    |                    | + 43 s             |
| 3e                 | Roger Pierredon    |                    |                    | + 1 min 4 s        |
| 4e                 | Manuel Perez       |                    |                    | + 1 min 15 s       |
| 5e                 | Joseph Perez       |                    |                    | + 1 min 25 s       |
| modifier           |                    |                    |                    |                    |

## Zone occupée
Le championnat de France de zone occupée se déroule le 15 mars 1942 à Marnes-la-Coquette dans le département des Hauts-de-Seine et la course a une distance de 18,5 kilomètres.
| Classement général | Classement général | Classement général | Classement général | Classement général |
|                    | Coureur            | Pays               | Équipe             | Temps              |
| ------------------ | ------------------ | ------------------ | ------------------ | ------------------ |
| 1er                | Robert Oubron      | '                  | '                  | en 1 h 11 min 30 s |
| 2e                 | Albert Carapezzi   |                    |                    | + 1 min 21 s       |
| 3e                 | Georges Peuziat    |                    |                    | + 2 min 19 s       |
| 4e                 | Jean Vincent       |                    |                    | + 3 min 25 s       |
| 5e                 | Pierre Guillier    |                    |                    | + 3 min 44 s       |
| modifier           |                    |                    |                    |                    |